# Verrières (Ardenas)
 Verrières  es una población y comuna francesa, en la región de Champaña-Ardenas, departamento de Ardenas, en el distrito de Vouziers y cantón de Le Chesne.
Está integrada en la Communauté de communes de l'Argonne Ardennaise.

## Demografía
| 170 | 205 | 221 | 211 | 159 | 177 | 199 | 206 | lac. | lac. | lac. | lac. | 154 | 159 | 163 | 149 | 151 | 149 | 132 | 121 | 115 | 88 | 94 | 91 | 71 | 55 | 69 | 60 | 51 | 40 | 31 | 31 | 35 |
| Para los censos de 1962 a 1999 la población legal corresponde a la población sin duplicidades (Fuente: INSEE [Consultar]) |     |     |     |     |     |     |     |      |      |      |      |     |     |     |     |     |     |     |     |     |    |    |    |    |    |    |    |    |    |    |    |    |